# Туун-Каб'-Хіш
Туун-Каб'-Хіш (д/н — бл. 476) — ахав Шукуупа у бл. 465—476 роках. Відомий також як Ку-Іш.

## Життєпис
Був сином ахава Йа…-Чана. Зійшов на трон близько 465 року. Він побудував або перебудував розташоване над платформою Момот спорудження «Папагайо». До основи стели 63 було додано нову ієрогліфічну щабель, в ній безпосередньо цитуються слова царя, звернені до згаданих на стелі 63 попередників.
Крім вівтаря Q, щаблі з «Храму 11» і ступені з споруди Папагайо, ім'я Туун-Каб'-Хіша присутній на фрагментах ще двох монументів (стела 34 і CPN 584), але будь-які дати, пов'язані з його правлінням, не збереглися.